# Bobby Cremins
Bobby Cremins, né le 4 juillet 1947, à New York, est un joueur et entraîneur américain de basket-ball. Il évolue au poste de meneur. 

## Palmarès
- Finaliste du championnat des Amériques 1989
- Naismith College Coach of the Year 1990